# Real Cantina Borbonica
La Real Cantina Borbonica è un edificio pre-industriale di Partinico, costruita per volere di Ferdinando III di Sicilia tra il 1800 e il 1803. Il complesso è collocato a sud dell'area urbanizzata del paese, sulla strada che conduce nell'entroterra siciliano in direzione San Giuseppe Jato. L'edificazione della cantina costò la spesa di 18.000 scudi, cioè oltre 7.200 onze.
Il re commissionò la progettazione al regio architetto camerale Don Carlo Chenchi, tecnico di fiducia della corona e allievo del Vanvitelli, che scelse all'interno del real Podere di Partinico il luogo più adatto per la costruzione della cantina in contrada Crocifisso, accanto ai ruderi del vecchio baglio della famiglia Sanchez, ove erano ancora presenti alcuni magazzini e la vecchia torre. Il complesso architettonico è composto da cinque corpi di fabbrica: la torre, le case contadine, la stalla e la casa dell'olio, il corpo Cantina, i giardini recinti detti piccole fruttiere. Questi ambienti convergono verso il baglio con corte interna e due ingressi.
Il fiorentino mastro Matteo Chiti si occupò della costruzione (nel 1802 sarà impegnato anche nella realizzazione della real casina di caccia di Ficuzza), insieme ai mastri partitari Nicolò Ragusa e Antonino Gioja, le cui esperienze ed abilità spaziavano dalle opere edili (strutture portanti con utilizzo di grossi blocchi squadrati di bio-calcarenite e definizioni interne), all’esecuzione di manufatti di falegnameria d’arredo per la cantina stessa, quali torchi, botti e tinozze.

## Descrizione

### La torre
La torre, poi chiamata della cantina, occupa complessivamente un'area di 190 mq su due livelli ed è posizionata al centro della corte. Originariamente realizzata ad un unico piano, come si può desumere dalla caditoia frontale sopra l'ingresso, fu durante la costruzione della cantina ampliata con l'aggiunta di un primo piano. La costruzione (insieme al baglio) si fa risalire al 1537 ad opera di Ludovico Sanches fratello di Ambrosio. Ma fu completata solo dopo il 1561 ad opera del nipote Aloisio Roys, figlio della sorella Elisabetta Sanches. La torre ha un sistema costruttivo a muri portanti dello spessore di un metro, da cui si accede da un portoncino in legno, al piano terra si sviluppano quattro ambienti regolari con volte reali. Lo stile cinquecentesco si rileva nell’architrave delle finestre ove è presente un archetto inflesso a due volute (il cosiddetto motivo a fiamma) di stile gotico-catalano di derivazione islamica, rappresentato anche nel palazzo Cappasanta di Marsala. Durante i lavori di realizzazione della cantina, alla torre che allora aveva solo il piano terra, fu aggiunto il piano  primo chiamato piano nobile, ove prese alloggio il curatolo che gestiva la cantina. Si realizzarono altri quattro vani muniti di finestratura con pavimento in mattoni di cotto. L’ampliamento della struttura con il nuovo piano superiore è ben visibile esternamente, infatti la torre per i due terzi della sua altezza presenta una configurazione dei cantonali dissimile dalla restante parte superiore, fatta invece con pietrame informe legato con malta. A piano terra, appena entrati troviamo a sinistra un ambiente che ospita una scala a due rampe realizzata interamente in pietra.

### Le case contadine

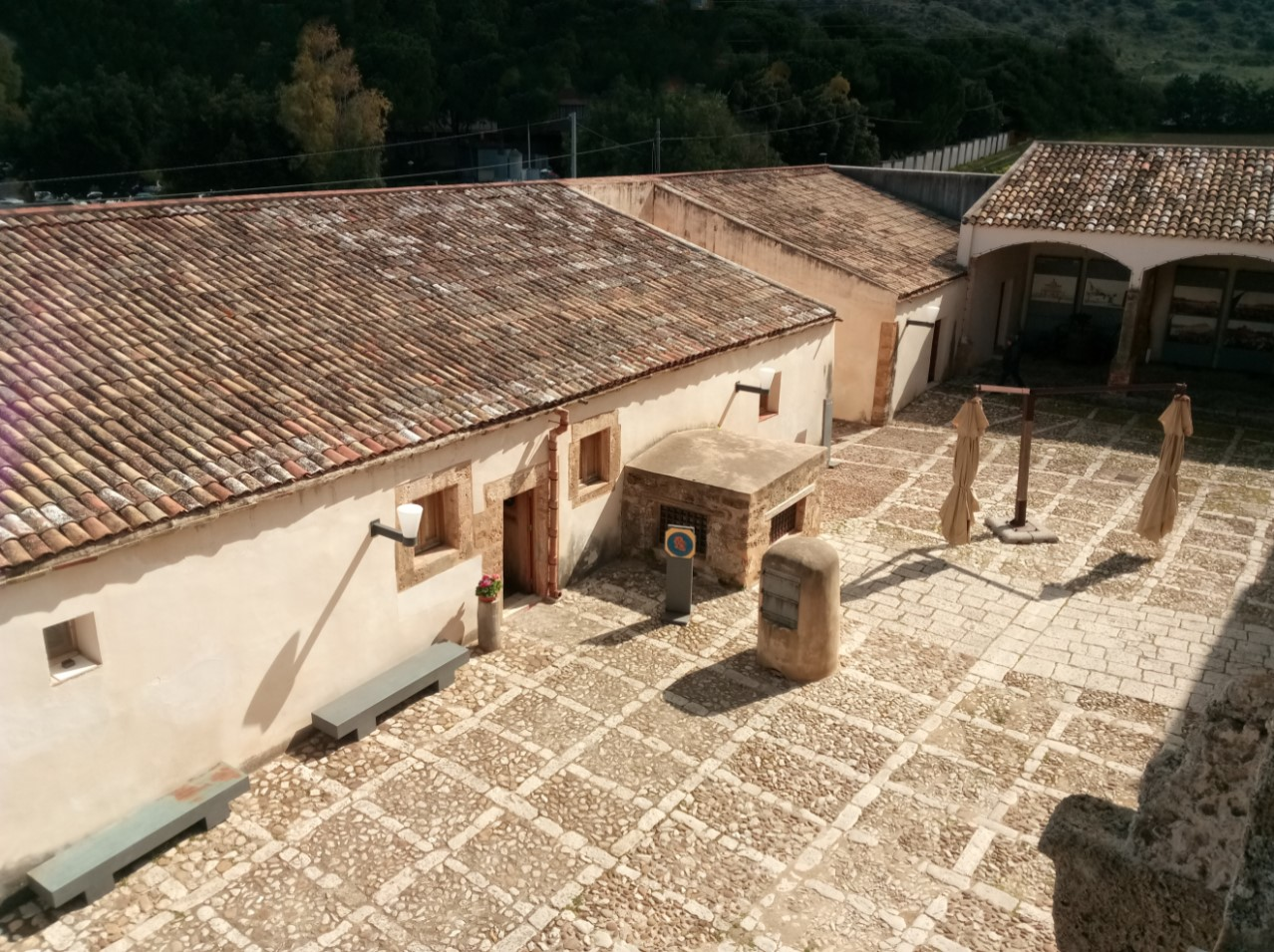
Case contadine

Subito dopo l'ingresso principale, a sinistra del grande cortile, si trovano una fila di bassi edifici; sono le abitazioni dei contadini. Realizzate in pietrame squadrato di calcarenite unite con malta e in seguito intonacate. Venivano utilizzate dalle famiglie dei lavoratori permanenti che vivevano nel complesso, o dai lavoratori precari, come i braccianti utilizzati per le stagioni del raccolto. Come tutte le abitazioni dei contadini della zona, l’edificio era realizzato a un solo piano, per questo veniva chiamato casa terrana, con un unico grande ambiente. All’interno era presente una struttura in mattoni che comprendeva il grande forno in refrattari per la cottura dei pani e delle pietanze voluminose, ed il piccolo piano cottura dove si riscaldavano o cuocevano quantità ridotte di alimenti. L’arredamento generalmente era costituito da un funzionale tavolo rotondo, realizzato in due esatte porzioni di cerchio divisibili e addossabili alle pareti per ovvie ragioni di spazio, una credenza a muro con mensole terminante con un arco, ove venivano riposte suppellettili in ceramica o vetro. Il cosiddetto cantarano utilizzato per la custodia della biancheria e un letto di trispiti su cui si facevano appoggiare assi di legno e sopra i matarazza di crini. A metà altezza era presente u sularu, detto anche pagghalora in tavolato di legno e canne dove dormiva la prole in abbondante giaciglio di paglia e si concentravano tutti gli attrezzi di lavoro. Lungo questa fila di case, altri ambienti erano solo destinati a dormitori per gli operai, ed uno solo teneva all’interno una grossa cappa, la cui struttura era in travi di legno e le pareti erano realizzate con canne e soprastante intonaco di malta, serviva a convogliare i fumi prodotto da un grande fuoco che alimentava i quararuna per la realizzazione dei formaggi o delle conserve. 

### La cappella

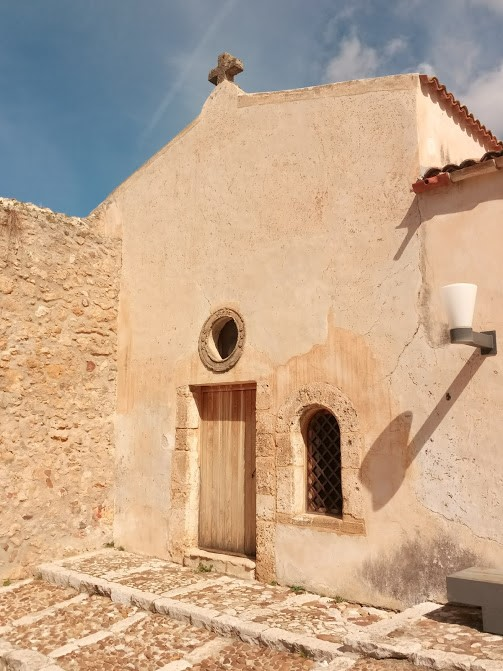
Cappella

È un'antica chiesetta rurale con struttura semplice ad unica navata delle dimensioni di m 7 x 5. Si trova subito a sinistra dell'ingresso principale, e faceva parte del baglio dei Sanchez. Il re decise la sua riattivazione, impegnandosi a destinarle una rendita annua, assicurata in genere con il tornaconto della vendita dei prodotti dell’azienda, sufficiente per l’acquisto e il mantenimento delle suppellettili della chiesetta quali gli arredi sacri e per l’onore della presenza del regio cappellano il reverendo sacerdote don Niccolò Lucchesi, titolare della regia Cappella della Casina Reale, di onze 48 annuali, in forza di regio biglietto delli 29 luglio 1800, dato in Palermo, per i suoi servigi, celebrare la messa e somministrare i sacramenti, "...per comodità delle famiglie e altri lavoratori esistenti in detta cantina, acciò questi nelli giorni festivi non perdessero la messa, stante la distanza che questa attività tiene dalla Sala di Partenico e da altri luoghi. L’unico elemento decorativo in stucco è il piccolo altare absidale a muro, adorno di una pala raffigurante l’immagine della Madonna del Ponte, di autore ignoto. L’altare è realizzato in stucco, con disegni a finto marmo, solo la mensola della mensa sacra è realizzata con una lapide di marmo. Due lesene laterali neoclassiche incorniciano la pala e sorreggono l’architrave della trabeazione ove è ancora visibile la scritta “MARIA SS. DEL PONTE”. Il prospetto esterno della cappella è intonacato di bianco ormai scrostato dal tempo; vi si nota un ingresso con gradino in pietra, una porta in legno e una finestra sormontati da architrave in pietra. Sopra la porta d’ingresso è visibile un oculo circolare in pietra lavorata, ed in rilievo raffiguranti elementi floreali con lo stemma congiunto delle famiglie Sanches e Roys. Il tetto è a doppio spiovente con cannizzu e copertura con coppi tradizionali, sormontato al colmo da una croce in pietra.

### La casa dell'olio e le stalle

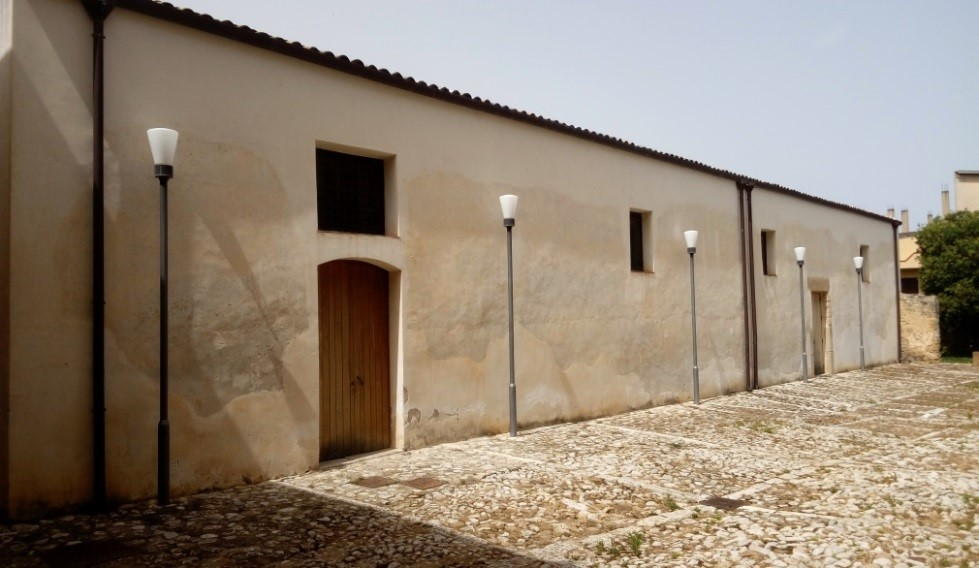
Stalla

Durante la realizzazione del citato complesso edilizio fu edificato un corpo di fabbrica rettangolare di 280 mq circa, diviso da un setto murario che identifica due specifici ambienti, con porte d’ingresso orientate dalla parte della corte. Il locale più piccolo fu adibito a deposito dei prodotti agrari di largo consumo (casa dell’olio), l’altro più grande (la stalla) fu destinato ad ospitare il bestiame di Sua Maestà. La stalla, adiacente alla torre è stata realizzata con conci di tufo legati con malta e soprastante tetto di coppi su struttura in legno gravante su capriate lignee. L’ambiente ha sette finestrature alte, tre per ogni lato longitudinale poste frontalmente, ed una rivolta verso la strada di Ragali, per permettere la ventilazione ed il ricambio dell’aria. Il pavimento è in pietra squadrata (basole), liscia con pendenza verso il centro per consentire una facile pulizia attraverso una canaletta centrale in pietra anch’essa di basole convesse. Ai lati erano presenti le mangiatoie separate a tratti, ove venivano depositati i mangimi freschi o secchi per le mucche dell’azienda. Probabilmente, nelle pareti della stalla vi erano appesi attrezzi da lavoro: lo sgabello per la mungitura, la striglia per pulire il mantello dell’animale, la museruola per i vitelli; in un angolo erano riposte la forca e la scopa per ripulire la stalla dal letame. La stalla è nel suo insieme ricca di luce e molto arieggiata, perfetta per accogliere gli animali per lunghi periodi. Vi lavoravano diversi operai stabilmente collocati nell’azienda. 

### Il corpo cantina[11]
Accanto alla torre dal lato della montagna, l’architetto Chenchi costruì la Real Cantina a pianta rettangolare, estesa circa 988 mq. Al suo interno un particolare gioco di archi collegati a crociera fanno della struttura un esempio di metodo costruttivo preindustriale di stile neoclassico. È uno scenario assolutamente nuovo quello che si profila al professionista, perché segna il passaggio da una visione limitata al consumo/fabbisogno di pochi della bevanda, a quella più imponente di una produzione destinata al commercio all’ingrosso in ambito continentale. Nel manoscritto di Giuseppe Maria Di Bartolomeo del 1805 si legge, “…l’arte vi si è impegnata a segno che si è resa tal rarità il primiero augusto monumento del Regno d’attirar eternamente l’ammirazion ancora de’ più curiosi viaggiatori e vieppiù degl’insigni architetti del mondo. Se ne danno in le straniere nazioni, per quel ch’io so, di simili, ma lavorare sul tornio di cotesta ed in egual grandezza e vastità penerei a crederlo. S’istrada ella in tre spaziose braccia e ben proporzionate, larghe, l’uno dei quali, il più rispettabile, sotterraneo, l’altri su la faccia del suolo ad una corrispondente maestosa altezza, seguendo a loro un ben vasto magazzino.”
Tre navate al piano terra ed una sotterranea. All'interno un gioco di archi in pietra che si intersecano tra loro. Veniva utilizzato per la spremitura delle uve e la conservazioni in botti di legno e in tine di pietra. La navata centrale e quella di destra sono caratterizzate da un pavimento in ciottoli e basole con un tetto composto da travi in legno con soprastante manto di coppi. La navata di sinistra, più piccola, contiene tine murarie ed un ambiente utilizzato per la spremitura dell’uva (parmentu), il tetto è costituito da volte a crociera per garantire un ambiente più fresco. Un caricatoio esterno chiamato rampa delle uve, dal lato della montagna, permette di raggiungere la sommità delle tine, costruite appositamente con una pendenza verso un buco posto al centro che facilita la caduta del mosto della spremitura, facilitando i lavori della trasformazione del prodotto vendemmiato.
Il piano cantinato è composto da sei campate, sorrette da cinque imponenti archi a sesto ribassato in pietra, su cui si scaricano le forze del peso della navata di destra soprastante.  Ad opera del mastro Nicolò Ragusa sul lato sinistro furono create 17 tine in muratura, sollevate da terra di circa 80 cm con spessore delle pareti di 40 cm, ed una copertura piana in muratura dello spessore di 30 cm. Le dimensioni delle tine variano, 12 sono più grandi, mentre 5 sono più piccole perché fabbricate in corrispondenza degli imponenti piloni degli archi. Le tine più grandi hanno una capacità di 180 hl (ettolitri), mentre quelle più piccole di circa 90 hl. Per una capacità complessiva di 2.610 hl. Le bocche di fuoriuscita del vino sono in pietra di Billiemi, grigia di forma quadrangolare con al centro una modanatura circolare ed un foro, dove veniva collocato un tappo di legno che veniva tolto al momento della spillatura.Sul lato opposto sopra una banchina prendevano dimora i carratuna e le stipe in legno di castagno, molto più grandi e capienti delle botti. Sopra i carratuna e collocate tra di esse, vi erano altre botti più piccole con una composizione piramidale che faceva aumentare la capacità di immagazzinamento del vino della cantina.
Sul lungo  passaggio centrale largo 2,25 metri della cantina sotterranea, pavimentato con basole in pietra, scendevano i muli per trasportare il vino all’esterno del complesso. Per agevolare il passaggio di attrezzature necessarie ai lavori da svolgersi nel sotterraneo, furono realizzati sei pozzi luce al centro della navata di destra a piano terra. Questi attrezzi venivano calati con le corde all’interno di secchi. Per dare luce ed aria al piano cantinato, sono presenti sei bocche di lupo a piano terra sul muro perimetrale esterno della navata di destra; con infissi in legno e grata in ferro.
Le due navate a piano terra, quella di centro e quella di destra larghe entrambi mt 8,70, formarono un unico ambiente di 650 mq circa ed hanno un dislivello di un gradino, mentre la navata di sinistra era larga solo 6,30 mt. I muri longitudinali delle tre navate furono collegati a crociera con cinque sezioni murali trasversali dotati di archi a tutto sesto, che raggiungevano l’altezza di 7,30 mt. Sopra l’arco della navata centrale, a causa della maggiore altezza oltre i 12 metri, si realizzarono per ogni sezione muraria trasversale delle aperture o finestrature libere delle dimensioni di 1,45 x 2,65 mt; avevano il duplice compito di toglier peso alla struttura e portare la luce del giorno il più possibile all’interno della cantina.     
All’interno, le navate ospitavano il grande torchio vinario, a cui si effettuava regolarmente la manutenzione ingrassando le grosse travi in legno (che sfregavano) a forma di viti. Il torchio serviva generalmente per spremere le uve, ma anche le vinacce (dentro sacchi di juta) dopo la fermentazione alcolica per le uve rosse, cioè al momento della svinatura. Nel locale sono ancora ben visibili due piccoli basamenti circolari in pietra, sopra i quali stavano dei piccoli torchi detti in siciliano stringitura utilizzati per la spremitura della pasta di olive, che si otteneva previo schiacciamento delle olive con grosse ruote in granito chiamate molazze.

## Galleria d'immagini

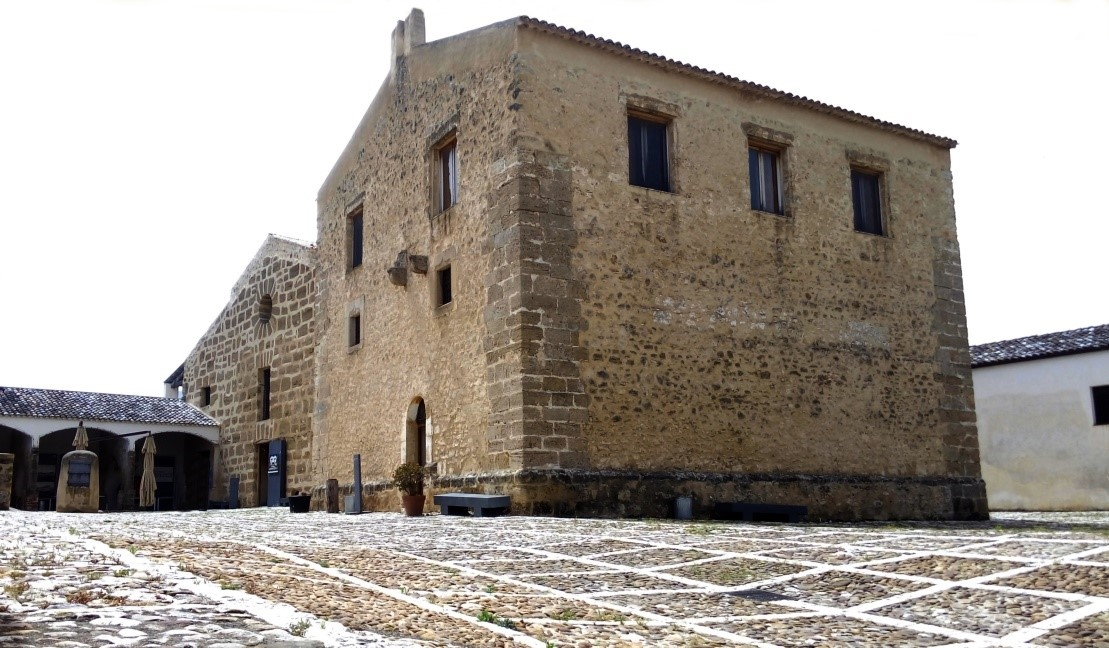
La Torre
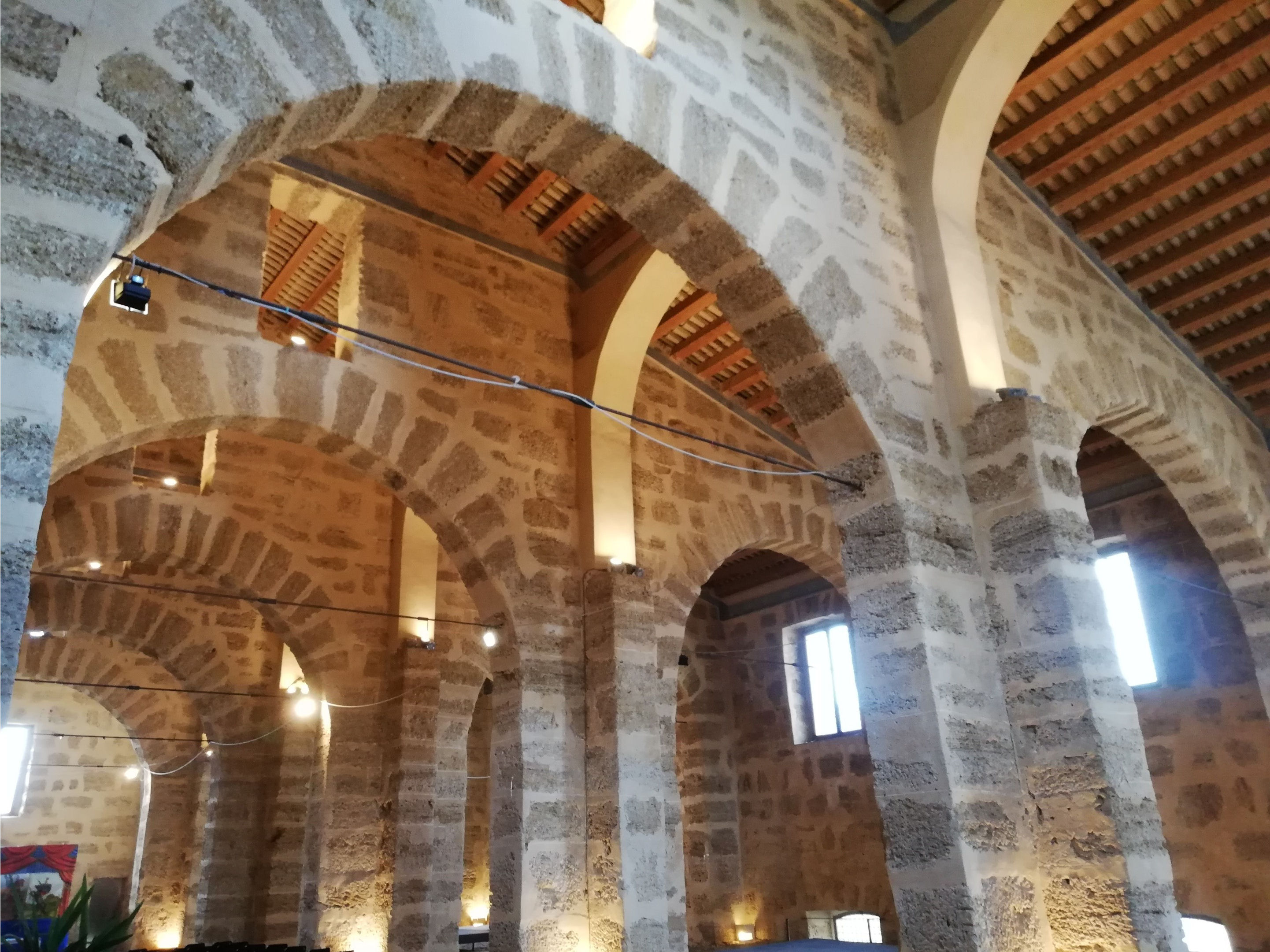
La cantina
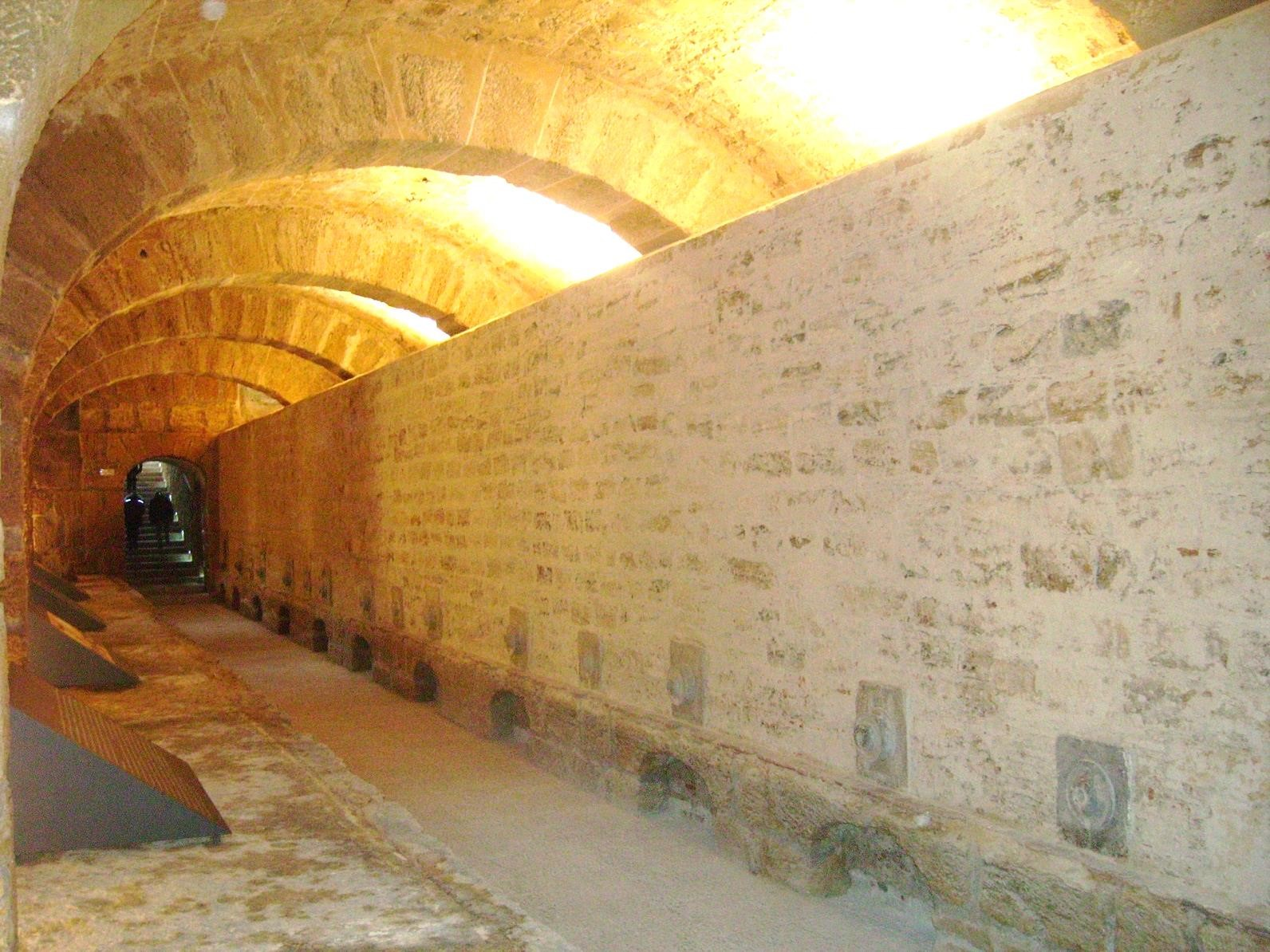
Ipogeo
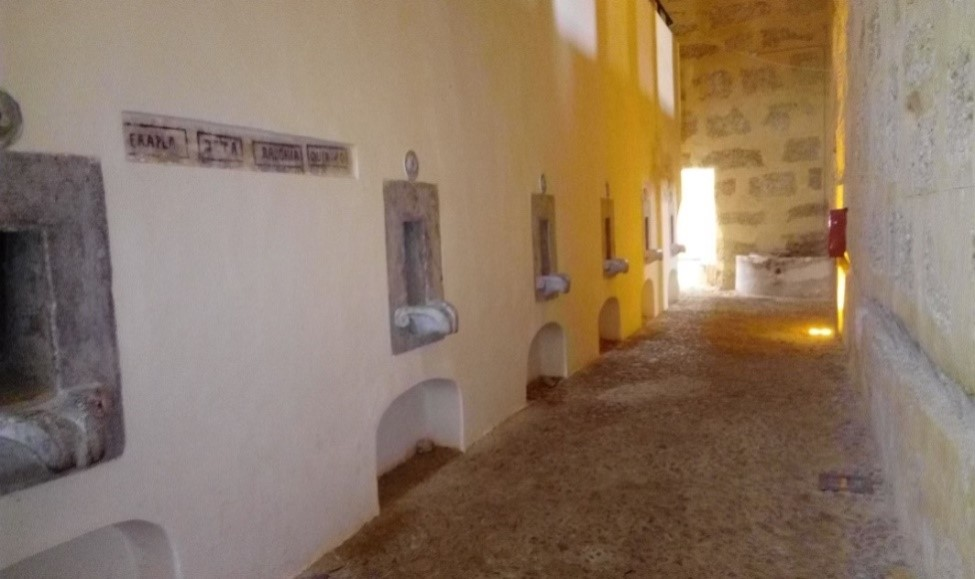
Tine murarie a piano terra
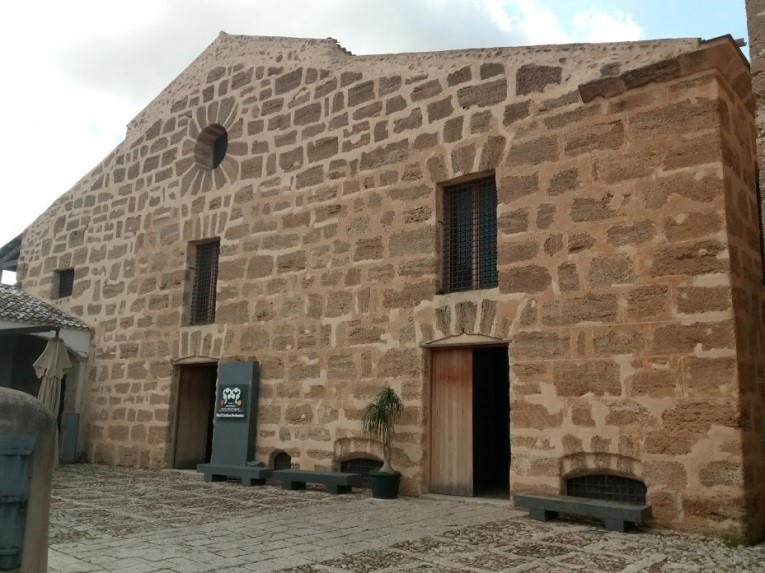
Prospetto principale del corpo cantina